# Faugh A Ballagh
Faugh a Ballagh (с ирл. — «Прочь с дороги! / Дорогу!»), в оригинале Fág an Bealach, читается «фаг-а-балла» — боевой клич ирландского происхождения, который использовался многими ирландскими воинскими формированиями в истории Великобритании. Впервые упомянут как боевой клич 87-го полка Королевских ирландских фузилёров Британской армии, а позже — боевой клич полка нового образца Королевских ирландских фузилёров, созданного в 1881 году, и Королевского ирландского полка, образованного в 1992 году.

## Как девиз подразделений
По легенде, боевым кличем 87-го пехотного полка Британской армии эта фраза стала в битве при Барросе 5 марта 1811 года, когда сержант Патрик Мастерсон (или Мастермен) вместе с энсином Кеогом из этого же полка под этот клич ввязался в бой с французами и захватил французского имперского орла, а затем пронёс его триумфально перед рядами солдат, чтобы поднять их боевой дух (энсин Кеог пал в том бою).
В годы Гражданской войны в США фраза Faugh A Ballagh стала девизом многих подразделений:
- Девиз Ирландской бригады[англ.] Потомакской армии северян — туда входили такие пехотные полки, как 69-й Нью-Йоркский «сражающийся», 63-й Нью-Йоркский, 88-й Нью-Йоркский[англ.], 116-й Пенсильванский[англ.] и 28-й Массачусетский[англ.].
- Вариант написания девиза Faj an Bealac! был изображён на штандарте 7-го Миссурийского добровольческого пехотного полка[англ.] или «7-го Ирландского», сражавшегося в составе Теннессийской армии на Западном театре военных действий.
- Это также был девиз I роты 8-го Алабамского пехотного полка Армии Конфедерации, в котором из 109 человек 104 были ирландцами по происхождению. Рота носила тёмно-зелёную форму; на одной стороне их штандарта был изображён Флаг КША с фигурой Джорджа Вашингтона в центре, на другой — в зелёном поле арфа с трилистниками и девизы «Erin Go Bragh» и «Faugh A Ballagh».

В годы Первой мировой войны эта же фраза была девизом 55-го батальона 5-й австралийской дивизии. Позже девиз стал одним из популярных девизов среди ирландских националистов, хотя не получил в ИРА такого распространения, как более известный боевой клич Erin Go Bragh. В настоящее время этот девиз является также девизом личного герцога Коннахтского полка Британской Колумбии из Армии Канады.

## В культуре
Ставшая частью человеческий речи, эта фраза вошла в маркетинг и стала появляться на разных товарах от футболок до кружек.
- Ирландский историк и автор-исполнитель Дерек Уорфилд[англ.] из группы The Wolfe Tones выпустил в своё время книгу и CD-диск под названием «Clear the Way», в которой описал историю 69-го Нью-Йоркского пехотного полка. Сама группа The Wolfe Tones исполняла песню «You'll Never Beat The Irish», в которой в припеве звучали слова на ирландском «Faugh A Ballagh»[7].
- Австралийский поэт Банджо Патерсон в стихотворении «Конь священника Ралли» из цикла «Последняя скачка Рио-Гранде и другие стихи[англ.]» в шутку утверждал, что фраза «Faugh A Ballagh» была взята из французского (в русском переводе С.Шоргина этот момент опущен)[8]:

Конь был назван «Фаг-а-Балла» («Прочь с дороги» — перевод),

И седло сияло зеленью долин.
Оригинальный текст (англ.)He had called him Faugh-a-ballagh, which is French for 'Clear the course', 

And his colours were a vivid shade of green.

- Фраза встречается в песнях «The Legend of Finn MacCumhai» и «Heroes From Our Past» группы Dropkick Murphys.
- Истории Ирландской бригады посвящён документальный фильм Fág an Bealach (ирландский вариант написания девиза бригады), вышедший на ирландском канале TG4[9].
- Этим девизом назван ежегодный легкоатлетический кубок, который разыгрывается с 1907 года и учреждён 87-м пехотным полком. В розыгрыше участвуют легкоатлеты из клуба «Донор Хэрриерс[англ.]», соревнуясь в беге по пересечённой местности на 6 миль[10].
- Фраза звучит традиционно в ирландском дорожном боулинге[англ.] перед броском шара — этим предупреждают всех посторонних лиц. Написание этой фразы — «Fág a' bealach».
- Фраза является девизом дублинского регбийного клуба «Саттонианс[англ.]».
- Ирландский рестлер Шеймус, выступающий в WWE, несколько раз выкрикивал эту фразу при выходе на ринг, однако из-за незнания ирландского языка зрителями многие полагали, что он выкрикивал «Fella!» (с англ. — «Братан!»)[11][12].